# Lib.ru
Lib.ru (znana również jako Biblioteka Maksima Moszkowa) – najstarsza i najpopularniejsza rosyjskojęzyczna biblioteka internetowa.
Założona i prowadzona przez Maksima Moszkowa od listopada 1994. Teksty znajdujące się na niej są wkładem społeczności internetowej, która poprzez skanowanie i proces OCR zasiliła bibliotekę ponad 25 milionami dokumentów różnego rodzaju (m.in. prozą, liryką, tłumaczeniami, dziełami naukowymi).